# 高旗山
高旗山（たかはたやま）は、奥羽山脈の南部の福島県郡山市付近にある標高968mの山。うつくしま百名山に選定されている

## 概要
源義家が山上で軍旗を高く掲げたという伝説が残っている。また、かつては宇奈己呂和気神社が山頂に建ち、麓の現在地に遷座された現在もその奥社が存在する。
蘆名氏に開発されてから戦後の閉山まで鉱山としても利用されており、黄銅鉱、黄鉄鉱、方鉛鉱および金などが採掘されていた。
山頂には一等三角点および県内唯一の天測点がある。

## 登山ルート
- 福島交通バス源田湯バス停付近から源田温泉へ向かう手前から登山口への入口となる林道が延びている。登山口から山頂まで約1時間。